# Northrop P-61 Black Widow
Pour les articles homonymes, voir Veuve noire (homonymie).
Le P-61 Black Widow est un chasseur nocturne américain de la Seconde Guerre mondiale construit par Northrop Corporation. C'est un appareil de construction entièrement métallique, bimoteur, bipoutre, monoplan à aile médiane (ou moyenne), spécifiquement conçu pour la pénétration et la chasse nocturnes, utilisé par l'USAAF pendant la Seconde Guerre mondiale. Il fut le premier avion américain spécifiquement conçu comme chasseur de nuit équipé de radar.

## Origines
Dans les années précédant la Seconde Guerre mondiale, la Royal Air Force et la Luftwaffe travaillèrent à définir et mettre au point les théories et les doctrines d'utilisation de l'arme aérienne nocturne.
Mettre en œuvre des opérations aériennes nocturnes est un véritable défi du fait de leur complexité. Les différentes contraintes doivent être brièvement expliquées et évaluées afin de mieux saisir les bases du succès du P-61.

### Les prémices du Black Widow
En août 1940, 16 mois avant l'entrée en guerre des États-Unis, l'officier correspondant de l'USAAC à Londres, le lieutenant-général Delos C. Emmons (en), fut mis au courant des recherches britanniques sur le RADAR (RAdio Detection And Ranging), développement en cours depuis 1936 et qui joua un rôle essentiel dans la défense des îles Britanniques contre la Luftwaffe pendant la bataille d'Angleterre. Le général Emmons fut informé de l'existence d'un nouveau radar d'interception aéroporté, appareil autonome qui pouvait être installé dans un avion et permettait d'opérer en vol sans recourir à des stations au sol. En septembre 1940, la mission Tizard se rapprocha de la recherche britannique sur de nombreux sujets, dont les radars, en vue de produire des appareils aux États-Unis.
Simultanément, la commission d'achat britannique, en cours d'évaluation d'avions américains, déclara son besoin urgent d'un intercepteur rapide à haute altitude apte à engager les bombardiers de nuit allemands attaquant Londres. Cet avion devait pouvoir patrouiller toute la nuit au-dessus de la ville nécessitant de facto une autonomie minimum de huit heures et évidemment l'emport des premiers radars aéroportés. L'armement spécifié était disposé dans « de multiples tourelles ». Le Boulton Paul Defiant de la RAF avait démontré sa capacité à emporter un radar pour la chasse de nuit mais fut écarté en 1942 et les versions nocturnes du De Havilland Mosquito, excellentes du point de vue des performances, devaient être renforcées du point de vue de leur structure.
Ces spécifications furent diffusées auprès de tous les concepteurs et avionneurs travaillant pour les Britanniques. Jack Northrop était parmi eux et se rendit compte que les contraintes de vitesse, d'altitude, de capacité d'emport de carburant et d'armement de bord menaient à un grand avion multimoteur.
Le général Emmons retourna aux États-Unis avec les spécifications détaillées du chasseur de nuit britannique et son rapport précisait qu'un tel avion pouvait être produit par l'industrie aéronautique américaine. La commission Emmons développa les spécifications de base et les envoya, vers la fin de 1940, à l'Air Technical Service Command à Wrigth Field. Prenant en compte les deux plus grosses contraintes — la masse élevée du radar embarqué et la grande autonomie de huit heures (toutefois standard pour les chasseurs de l'époque) —, la commission, dont Jack Northrop était membre, définit un avion bimoteur, d'une taille en conséquence et recommanda la prise en compte de ces paramètres par les projets candidats.
Dans l'intervalle, Vladimir H. Pavlecka, patron de la recherche chez Northrop, était présent à d'autres discussions à Wrigth Field. Le 21 octobre 1940, le colonel Lawrence Craigie de l'ATSC appela Pavlecka pour lui expliquer certaines spécifications de l'USAAC mais lui précisa : « Ne prenez pas de notes, gardez ceci en mémoire et lancez-vous » (Davis & Menard, 4). Craigie ne dit rien sur le radar, alors ultra-secret, et le décrivit à Pavlecka en ces termes : « c'est un appareil permettant de localiser les avions ennemis dans le noir et qui a la capacité de voir et de distinguer les autres avions ». La mission, continua Craigie, consiste à « intercepter et détruire les avions ennemis en vol dans l'obscurité ou dans des conditions de faible visibilité ».
Pavlecka rencontra Jack Northrop le lendemain et lui fit part des spécifications de l'USAAC. Northrop compara ses notes avec celles de Pavlecka, constata des similitudes entre les spécifications de l'USAAC et celles de la RAF et mit en commun le travail fait sur la demande britannique. Un mois déjà s'était passé et la semaine suivante, Northrop répondait à la proposition de l'USAAC.
Le 5 novembre, Northrop et Pavlecka rencontrèrent des officiers de l'Air Material Command à Wrigth Field pour leur présenter leur conception préliminaire. Le Douglas XA-26 était le seul concurrent pour ce chasseur de nuit, ce fut la proposition de Northrop qui fut sélectionnée : Le Black Widow était né.

### Les études préliminaires
À la suite de l'accord de l'USAAC, Northrop commença le travail de conception détaillée de cet appareil, le premier conçu spécifiquement pour la chasse de nuit. Le résultat fut le plus grand et le plus efficace des chasseurs nocturnes américains de la Seconde Guerre mondiale.
La première étude de Northrop présentait un long fuselage-nacelle encadré de deux fuseaux-moteurs prolongés vers l'arrière en poutres destinées à recevoir les dérives et l'empennage horizontal, s'inspirant de fait du P-38 Lightning.
Les moteurs étaient des Pratt & Whitney R-2800-10 Double Wasp, moteurs en étoile à 18 cylindres donnant 2 000 chevaux (1,5 MW) chacun.
Le fuselage abritait un équipage de 3 hommes, le radar et une tourelle dorsale de quatre mitrailleuses lourdes Browning M2 de 12,7 mm (calibre 0,50 pouce) munies de canons « aviation » de 91 centimètres (36 pouces) de long, plus quatre canons Hispano de 20 mm dans le fuselage. L'appareil reposait sur un train d'atterrissage tricycle et des volets hypersustentateurs rétractables sur toute l'envergure, volets appelés « volets Zap » du nom de l'ingénieur Edward Zap travaillant chez Northrop. L'avion était gros, comme Northrop l'avait prévu. Bien que des bombardiers multi-moteurs plus lourds existaient, les dimensions du P-61 étaient inédites pour un chasseur.
Une longueur de près de 14 mètres (45 pieds et 6 pouces), une envergure supérieure à 20 mètres (66 pieds) et une masse maximale en charge projetée de l'ordre de 10 tonnes (22 600 livres) étaient des caractéristiques sans précèdent pour un chasseur, rendant son rôle de chasseur difficilement concevable pour beaucoup.

### Des changements au projet
D'autres configurations furent étudiées avant les études détaillées. Parmi celles-ci, une variante avec un seul ensemble dérive-gouverne de direction mais elle fut écartée. Une autre variante prévoyait le positionnement des tourelles sur le dessous et le dessus du fuselage et l'embarquement d'un second mitrailleur.
À la fin de novembre 1940, Jack Northrop revint à la solution bi-dérive et à l'équipage de 3 personnes. Pour atteindre les spécifications élevées de puissance de feu de l'USAAC, la tourelle ventrale fut abandonnée au profit de quatre canons Hispano M2 de 20 mm montés dans les ailes. Le P-61 devint alors un des rares avions américains armés en standard de cette façon. Les autres furent le P-38, le F4U-1C (une sous-version peu produite du Corsair) et le bombardier en piqué A-36 Apache (une des premières versions du P-51 Mustang). Bien que quelques F6F Hellcat et quelques P-39 (renommés P-400) repris dans le cadre de la loi prêt-bail fussent également armés de quatre canons de 20 mm, ce n'était pas un équipement standard.
La proposition 8A de Northrop (NS-8A) fut formellement présentée à l'Air Army Material Command de Wright Field le 5 décembre 1940. Quelques ajustements plus tard, cette proposition rencontra l'assentiment de l'USAAC et Northrop reçut une commande le 17 décembre ; un contrat pour deux prototypes et deux maquettes de soufflerie, pour un montant de 1 367 000 dollars maximum, suivit le 10 janvier 1941.
Par décision du DoD (Département de la Défense), la proposition NS-8A devint le projet XP-61.

### Caractéristiques
Il emportait un équipage de trois hommes : pilote, mitrailleur et opérateur radar. Il était armé de quatre canons Hispano M2 de 20 mm, répartis en paire de chaque côté du fuselage, sous l'emplanture des ailes, et de quatre mitrailleuses Browning M2 de 12,7 mm disposées horizontalement (les deux centrales légèrement surélevées) dans une tourelle dorsale télécommandée. La tourelle était pilotée par un calculateur de tir à gyroscope General Electric GE2CFR12A3 et pouvait être commandée par le mitrailleur ou par l'opérateur radar, chacun disposant des commandes de tir et d'un collimateur gyroscopique sur leurs sièges pivotants.
Les deux moteurs en étoile Pratt & Whitney R-2800-25S Double Wasp, montés chacun approximativement au sixième de l'envergure, étaient suralimentés par des compresseurs mécaniques double-étage à deux vitesses.
Les logements de train d'atterrissage du train principal étaient situés sous les nacelles, juste derrière les moteurs. Le train principal se déployait vers l'avant et se repliait vers l'arrière, les compas de guidage étant dirigés vers l'avant. Chaque roue était tournée vers l'intérieur de la jambe du train d'atterrissage. Les portes de chaque train principal étaient en deux pièces de tailles égales, avec un joint de fermeture longitudinal, et articulées sur les bords extérieurs des logements du train.
Chaque capot-moteur et nacelle se prolonge vers l'arrière en une poutre qui se termine en une large dérive et une gouverne de direction en forme de triangle rectangle, le bord d'attaque de la dérive présente un angle de 37 degrés par rapport à la verticale. L'empennage horizontal est disposé entre les deux dérives et présente une corde, gouverne de profondeur comprise, approximativement égale aux trois-quarts de la corde de l'aile mesurée à l'emplanture. La gouverne de profondeur représente un tiers environ de la largeur de l'ensemble plan fixe-gouverne, vue du dessus, la gouverne de profondeur présente une forme rectangulaire. Le stabilisateur horizontal et la gouverne de profondeur sont assemblés de façon à être très aérodynamiques.
Les nacelles moteurs sont situées aux extrémités du caisson central de voilure, lequel présente un dièdre positif de quatre degrés et est prolongé par le reste de l'aile qui présente un dièdre de deux degrés. Le bord d'attaque de l'aile est droit et perpendiculaire à l'axe de l'avion. Le bord de fuite est droit et parallèle au bord d'attaque par rapport au caisson central puis présente une flèche de 15 degrés après la nacelle. Les prises d'air d'alimentation des moteurs se situent sur les bords d'attaque à quelques dizaines de centimètres de part et d'autre des nacelles moteurs. La forme de ces prises d'air est similaire à celle du F4U Corsair (rectangulaires avec les extrémités semi-circulaires) avec, à l'intérieur, de multiples aubages pour canaliser le flux d'air.
En plus des « Zap flaps », volets rétractables sur toute l'envergure, le contrôle de l'avion en roulis était confié à des destructeurs de portance d'approximativement 3 mètres (10 pieds) de long et de 15 cm (6 pouces) de large chacun couplés à deux petits ailerons placés à l'extrémité du bord de fuite en bout d'aile. Ils sont situés à l'extérieur de chacun des fuseaux-moteurs. Leur fonctionnement est le suivant : le destructeur de portance ou spoileron situé dans l'aile se tourne vers la surface supérieure de l'aile, ce qui modifie le flux d'air et diminue la portance par réduction locale de la vitesse d'écoulement.

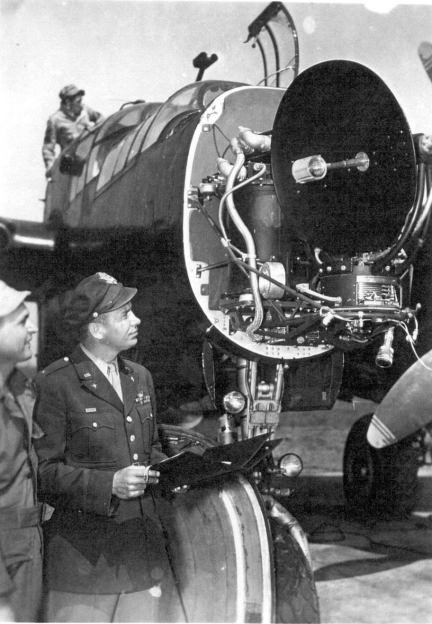
Vue du radar de nez

Le fuselage principal, centré sur l'axe de symétrie de l'avion, de la pointe du nez à la pointe du cône terminal, présente une longueur d'environ cinq sixièmes de la longueur d'une aile (de l'emplanture au bord marginal). Le nez abrite un radar General Electric SCR-720A, version améliorée du radar Signal Corps SCR-268. Juste derrière le radar se trouve le compartiment avant de l'équipage : le pilote et le mitrailleur, surélevé d'environ 15 cm (6 pouces) par rapport au pilote. La verrière, de type « serre de jardinier », à multiples montants, comprenait deux niveaux marqués ; un pour le pilote et l'autre pour le mitrailleur décalé en hauteur et vers l'arrière. Avec la surface supérieure du nez, à peu près plate, cette verrière à deux échelons donnait à l'avant du fuselage un profil à trois marches peu élevées. Sur le XP-61, la verrière avant comprenait des parties en Plexiglas thermoformé devant le pilote et le mitrailleur, et des parties à montants pour le dessus et les côtés du cockpit.
Sous le compartiment avant de l'équipage se trouve le train d'atterrissage avant, dans la trappe duquel se trouvait l'accès à l'avion pour le pilote et le mitrailleur.
La jambe de l'atterrisseur avant se rétractait vers l'arrière, contre un panneau spécialement formé qui, pendant le vol, fermait le plancher du cockpit ; l'atterrisseur n'avait pas la place de se rétracter si ce panneau n'était pas fermé. Le compas de guidage était tourné vers l'avant. La roulette avant était centrée avec la contrefiche sur la gauche. La roulette avant était d'un diamètre approximativement égal aux deux tiers du diamètre des roues principales. Il y avait deux portes pour le train avant, symétriques, le joint de fermeture longitudinal, les portes articulées sur les bords extérieurs du logement de train.
La partie centrale du fuselage abritait, entre autres, le longeron principal de la voilure, les réservoirs de carburant, les systèmes d'alimentation et leurs systèmes de contrôle ainsi que les câbles des commandes de vol, les commandes des moteurs et du pas des hélices, la radio et l'IFF mais surtout le bâti de la tourelle dorsale ainsi que ses systèmes de commande en rotation et en élévation ; les magasins de munitions pour les quatre mitrailleuses lourdes Browning M2 de 12,7 mm (0,50 pouce) de calibre, le calculateur de commande gyroscopique de tir GE2CFR12A3, ainsi que les liaisons vers les consoles de tir du mitrailleur et de l'opérateur radar, respectivement vers l'avant et vers l'arrière.
À l'arrière du fuselage se trouvait le poste de l'opérateur radar, on y accédait par une petite trappe munie d'une échelle, située sous l'appareil. Les commandes et les écrans de visualisation du radar SCR-720 étaient situés dans le compartiment arrière, isolé du reste de l'avion. Des systèmes de radio, d'intercom et de commandes et de contrôles de la tourelle télécommandée y prenaient place également. La verrière du compartiment arrière suivait la ligne générale de la verrière avant, à part qu'elle ne comprenait qu'un seul échelon arrondi. L'arrière du fuselage était constitué d'une verrière effilée en plexiglas. Se raccordant au fuselage de section rectangulaire, ce cône terminal présentait une section un peu plus importante vue de côté que vue de dessus, ce qui donnait, vu en perspective, l'impression d'une « lame » arrondie.
La section transversale du fuselage était rectangulaire, orientée verticalement, sur sa plus grande partie. La pointe du nez, très ronde, se raccordait rapidement sur la section rectangulaire du fuselage ; puis la section transversale du fuselage s'arrondissait franchement sous le logement du train et le poste de pilotage. La hauteur augmentait à chaque échelon de la verrière avant, le second échelon étant au niveau du dessus du fuselage (sans compter la tourelle). À l'arrière du compartiment avant de l'équipage, la section transversale augmente fortement vers le bas jusqu'à un point, situé entre l'arrière du compartiment avant et l'avant du compartiment arrière, à partir duquel la forme arrondie sous le fuselage commence à diminuer.
La section transversale des fuseaux-moteurs était principalement circulaire, s'agrandissant et diminuant depuis les capots, les ailes et les logements de train jusqu'aux poutres arrières et les dérives. Un renflement sur le dessus des ailes maintenait une section transversale circulaire aux intersections ailes-nacelles. La section transversale prenait alors une forme légèrement en œuf au droit des logements de train, plus large en bas mais toujours arrondie. Un renflement oblong sur les portes du train principal permettait de loger la roue principale quand le train était rentré.
Les bords marginaux, les raccords ailes-nacelles, les bords des stabilisateurs et des gouvernes(sauf l'empennage horizontal et la gouverne de profondeur) étaient très bien arrondis et profilés, proprement raccordés. l'avion ne présentait que très peu d'angles ou de bords anguleux ; aérodynamiquement parlant, le dessin de cet avion était très net, ses lignes fluides.

### Développement du XP-61
En mars 1941, le comité de standardisation Armée/Marine décida de standardiser l'utilisation de carburateurs verticaux dans toutes les secteurs militaires américains. Le projet XP-61, conçu pour les carburateurs inversés, demandait au moins deux mois supplémentaires pour redessiner les nacelles-moteurs afin de les rendre compatibles avec cette décision. Plus tard, cette décision fut d'ailleurs annulée par le même comité (la situation délicate du projet XP-61 y fut pour quelque chose), évitant ainsi un éventuel retard dans le développement du XP-61.
L'Air Corps se rendit chez Northrop le 2 avril 1941 pour inspecter la maquette d'aménagement du XP-61 ; plusieurs modifications furent demandées à l'issue de l'inspection. La plus importante fut le changement de position des 4 canons Hispano de 20 mm depuis les portions extérieures des ailes (au-delà des nacelles moteurs) vers le ventre du fuselage central où ils furent regroupés juste derrière le logement de train avant. Avec les canons assez proches les uns des autres, centrés par rapport à l'axe de l'avion, superposés par paires, les canons supérieurs légèrement en débord, cette disposition permet d'éliminer les problèmes dus à la convergence des armes.
La convergence des armes est obligatoire pour les avions avec les armes montées dans les ailes. La convergence consiste à faire croiser le tir des différentes armes avec l'axe de l'avion, en un ou plusieurs points, à une distance et une élévation données, afin d'éviter la "zone de sécurité" qu'on aurait à l'avant de l'avion si ces armes tiraient chacune droit devant. Les projectiles tirés au-delà du point de convergence se dispersent derrière la cible et la ratent de loin. Ceux tirés sur un objectif en deçà, soit passent autour, soit ne touchent pas la cible de façon suffisamment concentrée pour infliger un maximum de dégâts. Dans les deux cas, la portée efficace des canons est limitée à une zone très étroite autour d'une distance donnée, ce qui amène des problèmes supplémentaires pour le calcul de la déflexion lors du tir sur une cible mobile.
Sans convergence, la visée est plus rapide et plus facile et les canons regroupés créaient un véritable flux de projectiles de 20 mm. Retirer des ailes les canons et les munitions permit également d'épurer l'aérodynamique des surfaces portantes et d'augmenter la capacité interne en carburant de 2 044 à 2 441 litres (de 540 à 645 gallons).
D'autres modifications furent de prévoir des points d'accrochage sous voilure pour des réservoirs extérieurs largables, des pare-flammes sur les échappements, et de revoir la disposition de quelques équipements de radio. Alors que toutes ces modifications furent bénéfiques, spécialement la nouvelle disposition des canons, elles entraînèrent un mois supplémentaire de re-conception, alors que le XP-61 était déjà en retard sur le planning.
Pendant l'été 1941, on s'aperçut que la tourelle dorsale prévue était vraiment très difficile à installer, la tourelle General Electric à anneau fut remplacée par un système à embase comme les tourelles dorsales des B17, B-24, B25, A-20 et autres bombardiers. À la suite de ces modifications, la tourelle proprement dite n'était pas disponible, car les avions opérationnels – les B-29 en l'occurrence – étaient prioritaires sur les appareils expérimentaux pour les livraisons de cet organe très demandé. Pour les essais en vol, on installa une tourelle factice.
Courant février 1942, Curtiss annonça à Northrop que les hélices prévues (modèle C5424-A10, quadripale, à réglage de pas automatique et mise en drapeau) pour le prototype ne seraient pas prêtes pour les tests de roulage et les premiers vols. Des hélices Hamilton Standard furent utilisées à la place, en attendant la disponibilité des Curtiss.
La masse du XP-61 s'accrut au cours de la construction du prototype à 10 156 kg (22 392 livres) à vide et 13 459 kg (29 673 livres) au décollage. Les moteurs étaient des moteurs en étoile R-2800-25S Pratt & Whitney Double Wasp, entraînant des hélices quadripales Curtiss C5425-A10 de 3,70 m (12 pieds et 2 pouces) de diamètre dans le sens des aiguilles d'une montre vue de face. Les équipements radio comprenaient deux radios principales SCR-522A et trois autres appareils de radio : SCR-695A, AN/APG-1 et AN/APG-2. La commande de tir de la tourelle était la même que sur les B-29, General Electric GE2CFR12A3.

### Le radar SCR-720
Le modèle de production du SCR-720 comportait un émetteur-récepteur radar dans le nez de l'avion ; dans le mode «interception aérienne», il avait une portée de 5 milles. L'appareil pouvait également fonctionner comme balise-radio embarquée, système de guidage, aide à la navigation ou en collaboration avec les transpondeurs IFF. L'opérateur radar du XP-61 localisait les cibles sur son écran, calait son appareil pour suivre leurs trajectoires puis renseignait, par l'intercom, le pilote avec les corrections de cap et de trajectoire nécessaires. Une fois la cible approchée, le pilote utilisait un écran plus petit, intégré dans le tableau de bord, pour s'approcher au plus près.

### La tourelle télécommandée
La tourelle rotative du XP-61 pouvait être manœuvrée par n'importe lequel des trois hommes d'équipage ou pouvait être verrouillée vers l'avant pour ajouter sa puissance de feu à celle des quatre canons de 20 mm. L'opérateur radar pouvait tourner la tourelle vers l'arrière pour engager des cibles se présentant par l'arrière de l'appareil. Capable de 360 degrés en rotation et de 90 degrés en élévation, elle couvrait toute la demi sphère au-dessus du XP-61.

## Les variantes du P-61

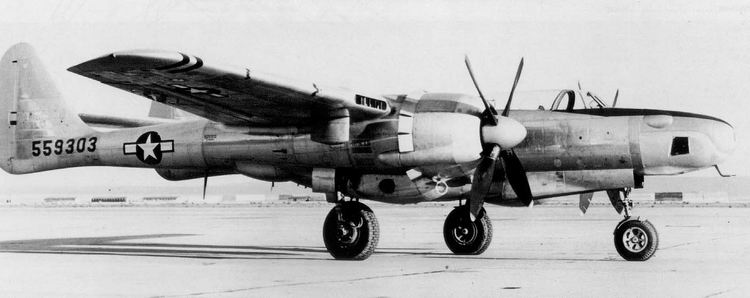
Variante F-15A Reporter

XP-61
Les deux premiers prototypes.
YP-61
Les exemplaires de pré-production : 13 exemplaires.
P-61A-1
Première version de production, moteurs R-2800-10, 2000 ch : 45 exemplaires, les 7 derniers appareils construits sans la tourelle.
P-61A-5
Pas de tourelle, moteurs R2800-65 produisant 2.250 ch : 35 exemplaires.
P-61A-10
Système d'injection d'eau pour augmenter la durée possible à la puissance maximale : 100 exemplaires.
P-61A-11
Un point d'accrochage sous chaque aile pour des bombes ou des réservoirs supplémentaires : 20 exemplaires.
P-61B-1
Nez allongé de 20,3 cm (8 pouces), radar de surveillance dans la queue SCR-695 : 62 exemplaires.
P-61B-2
Réinstallation de points d'accrochage comme sur le P-61A-11 : 38 exemplaires.
P-61B-10
Quatre points d'accrochage sous voilure : 46 exemplaires.
P-61B-11
Réinstallation de la tourelle avec quatre mitrailleuses de 12,7 mm (0.50) : 5 exemplaires.
P-61B-15
Tourelle avec quatre mitrailleuses de 12,7 mm (0.50) : 153 exemplaires.
P-61B-16
Armement de la tourelle réduit à deux mitrailleuses : 6 exemplaires.
P-61B-20
Nouvelle tourelle General Electric munie de quatre mitrailleuses : 84 exemplaires.
P-61B-25
Tourelle pointée et déclenchée automatiquement par un radar de conduite de tir APG-1 : 6 exemplaires.
P-61C
Moteurs turbocompressés R-2800-73 produisant 2 800 ch (2 090 kW), vitesse maximale portée à 692 km/h à 9 000 m. Néanmoins, l'appareil souffrait d'instabilité longitudinale pour une masse supérieure à 16 000 kg et de distance de décollage trop élevée ; jusqu'à 5 556 m pour une masse au décollage de 18 000 kg. 41 exemplaires construits, la commande pour 476 exemplaires supplémentaires fut annulée après la fin de la guerre.
TP-61C
P-61C converti en avion d'entraînement à double commande.
XP-61D
Un P-61A-5 (numéro de série 42-5559) et un P-61A-10 (numéro de série 42-5587) équipé de moteurs turbocompressés R-2800-14, programme annulé quand le P-61C entra en production.
XP-61E
Deux P-61B-10 (serial 42-49549 et 42-39557) convertis comme escorteurs de jour à long rayon d'action. L'équipage était disposé en tandem sous une verrière monobloc posée à la place de la tourelle, un réservoir additionnel était installé à la place de l'opérateur radar à l'arrière du fuselage et quatre mitrailleuses de 12,7 mm (0.50) prenaient la place du radar dans le nez de l'avion et les quatre canons de 20 mm disposés sous le fuselage étaient conservés. Premier vol le 20 novembre 1944, programme annulé après la fin de la guerre. Le premier prototype fut converti en XF-51, le second perdu lors d'un accident en 1945.
XP-61F
Conversion analogue à celle du XP-61E mais à partir d'un unique P-61C (serial 43-8338).
P-61G
16 P-61B convertis à la recherche météorologique.
F-15A Reporter
Variante de reconnaissance photographique avec un nouveau fuselage central abritant le pilote et l'opérateur caméra disposés en tandem sous une simple verrière bulle et six caméras à la place du radar dans le nez. Propulsé par deux moteurs turbocompressés R-2800-73 comme le P-61C. Le premier prototype XP-15 fut obtenu par la conversion du premier prototype XP-61E et le second XF-15A fut issu de la conversion d'un P-61C (numéro de série 43-8335). L'appareil présentait une masse au décollage de 14 500 kg et une vitesse maximale de 708 km/h. seulement 36 des 175 commandés furent construits avant la fin de la guerre. Après la création de l'US Air Force en 1947, les F-15A furent renommés en RF-61C ; les F-15A furent à l'origine de la plupart des cartes de la Corée du Nord au début de la guerre de Corée.
F2T-1
Deux P-61A testés par l'US Navy.

## Modifications opérationnelles
Le 425th Night Fighter Squadron déplaça l'opérateur radar de l'arrière du fuselage à la place laissée libre par le retrait du mitrailleur derrière le pilote. Cette disposition augmentait les chances de contact visuel avec l'ennemi. La masse ainsi gagnée augmenta toutes les performances de l'avion.

## Appareils préservés

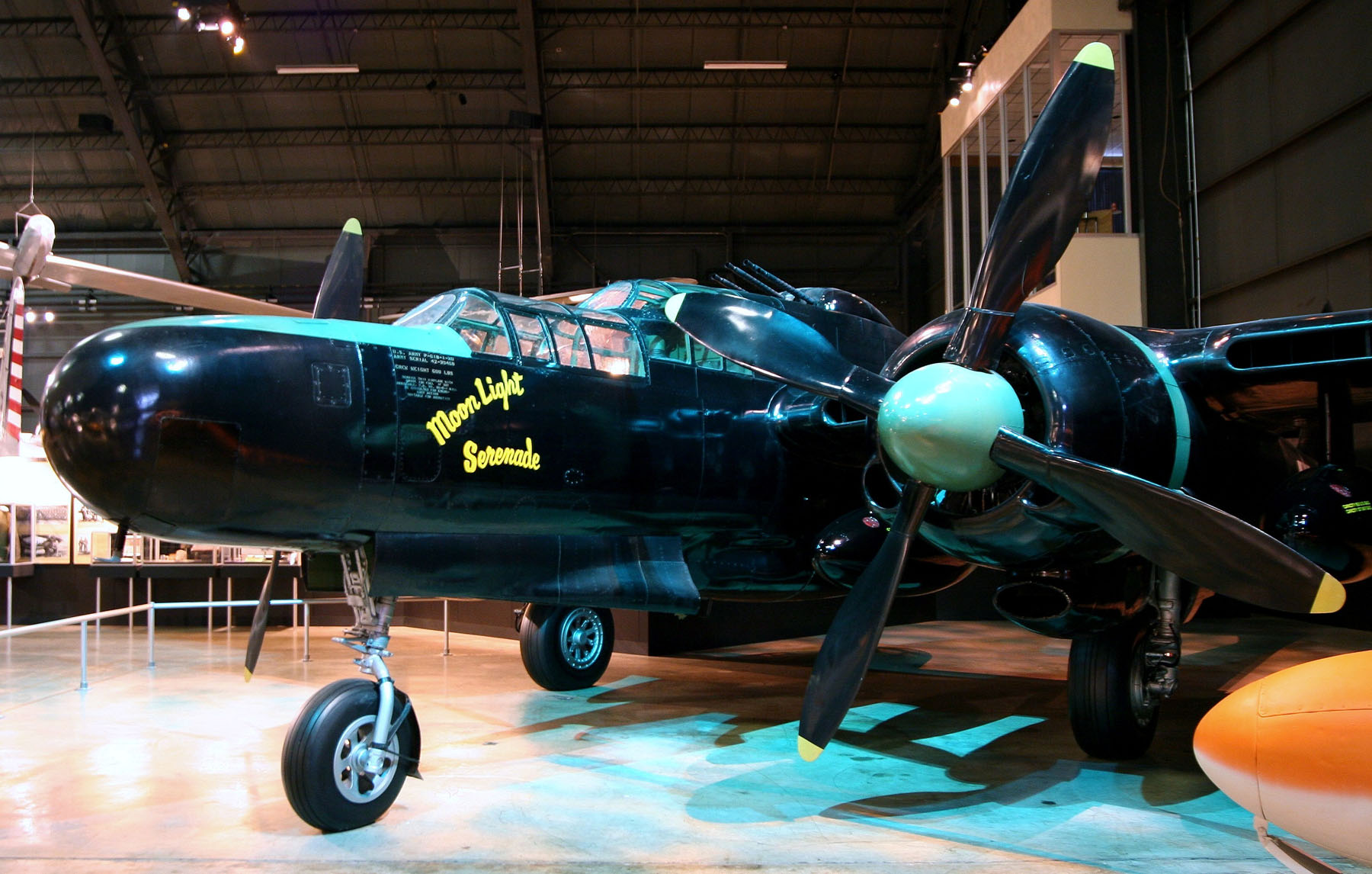
Le P-61C exposé au National Museum of the United States Air Force.

Quatre exemplaires du P-61 sont actuellement préservés.
Un P-61C (serial 43-8353) est exposé au National Museum of the United States Air Force à Dayton dans l'Ohio. Il est marqué comme le P-61B-1-NO et sa livrée représente l'appareil Moonlight Serenade du 550th Night Fighter Squadron. Une réplique de la tourelle, construite par les équipes du musée fut récemment[Quand ?] installée.
Un P-61C (serial 43-8330) appartenant au National Air and Space Museum de la Smithsonian Institution était stocké en attente de restauration à l'établissement Paul Garber, à Suitland dans le Maryland. En 2006, il est sorti des réserves du National Air and Space Museum et exposé dans l'annexe Steven F. Udvar-Hazy du musée, située sur l'aéroport international de Washington-Dulles.
Un P-61A est exposé en Chine à l'Institut national d'études aéronautiques de Pékin. L'appareil (numéro de série 1234, serial 42-39715) est l'un des trois P-61A du 472th Nignt Fighter Squadron que les Chinois saisirent en 1945. Après avoir été exposé à l'extérieur depuis les années 1950, l'appareil est à l'intérieur du musée. Les Chinois affirment également stocker deux P-61 qu'ils ont mis en vente au prix de 2 000 000 dollars[réf. nécessaire].
Un P-61B (serial 42-39445) qui s'était écrasé le 10 janvier 1945 sur le mont Cyclope en Nouvelle-Guinée fut retrouvé en 1991 par le Mid-Atlantic Air Museum (MAAM) de Reading (Pennsylvanie). L'appareil subit une longue restauration qui doit à terme le remettre en condition de voler. Il portera l'immatriculation civile N550NF. En 2008, le fuselage central est partiellement restauré et les deux bâtis moteurs sont refaits a minima. En 2019, l'appareil n'est pas complètement terminé et le site the Widow's web indique qu' « aucune date d'achèvement ne peut être fixée pour le moment (no completion date can be set at this time) ».
Le dernier avion de la série des P-61 ayant volé fut un F-15A Reporter (RF-61C) (serial 45-59300) transformé en bombardier d'eau mis en œuvre par TBM Inc. en Californie. Il fut détruit le 16 septembre 1968 au décollage.

## Dans les médias
À la fin des années 1940, RKO prévit de faire un film au sujet du 422nd Night Fighter Squadron en Europe.
Peu d'informations sont disponibles sur ce film bien que Howard Hughes, admirateur de la ligne du P-61, fut producteur exécutif et fortement impliqué dans la promotion du projet, et que James Arness fut envisagé pour un rôle. Quand Hughes et le studio s'aperçurent que très peu de P-61 volaient et que la plupart étaient basés en Alaska, ils essayèrent de contourner le problème en utilisant un C-82 Packet peint en noir, le résultat ne fut guère impressionnant et le projet fut finalement annulé.
Quelques pièces de costumes furent vendues plus tard, les badges et les insignes ressemblaient à ceux du 422nd Night Fighter Squadron, mais un examen attentif permettait de découvrir les marques de fabrication de RKO.
Une seule escadrille de chasseurs de nuit Black Widow, construits par Northrop, sera constituée à la base de Scorton (GB) avec cet avion précurseur des chasseurs de nuit tous temps : le 422nd Night Fighter Squadron dépendait du 71nd Fighter Wing. À partir du 16 juillet 1944, il opérera des patrouilles de nuit au-dessus de la Normandie. Après la guerre, cet avion équipera la chasse suédoise de nuit. Mais il a été conçu a priori pour la guerre en Extrême-Orient et, probablement, expédié sur le théâtre des opérations européen pour vérifier s'il était capable d'intercepter les V1 sans piquer. On ignore quels ont été les résultats obtenus sur ce plan.
Cette mesure a dû apparaître inutile à partir du moment où la défense anti-aérienne britannique, déjà dotée d'une ceinture de radars de détection très dense (sauf sur le littoral ouest où elle était inexistante), a été dotée de radars SRC 584 couplés aux batteries de DCA complétant le dispositif de chasse déjà en place.
Le fait qu'Howard Hughes n'ait pu filmer cette unité de chasse opérationnelle est probablement lié au caractère très secret de cette unité dont les avions rassemblaient toutes les technologies les plus avancées de l'époque. Or il suffisait qu'un seul avion tombe derrière les lignes allemandes pour que ces techniques tombent entre les mains de l'ennemi, comme cela avait été le cas du radar H2S dès 1943.

## Les spécifications du P-61B-20

### Caractéristiques générales
- Équipage : deux à trois hommes (pilote, opérateur radar, éventuellement mitrailleur).
- Longueur : 15,11 m (49 pieds 7 pouces).
- Envergure : 20,12 m (66 pieds).
- Hauteur : 4,47 m (14 pieds 8 pouces).
- Surface ailaire : 61,53 m2 (662,36 pied²).
- Masse à vide : 10 637 kg (23 450 livres).
- Masse opérationnelle : 13 471 kg (29 700 livres).
- Masse maximale au décollage : 16 420 kg (36 200 livres).
- Propulsion : deux moteurs en étoile Pratt & Whitney R-2800-65 Double Wasp avec injection d'eau de 2 250 ch (1 680 kW) de puissance unitaire entraînant chacun une hélice quadripale Curtiss Electric de 3,72 m (146 pouces) de diamètre.
- Voie principale : 5,24 m (17 pieds 6 pouces).
- Capacité interne de carburant : 2 423 litres (640 gallons) d'essence AN-F-48 de 100 à 130 d'indice d'octane.
- Capacité externe de carburant : jusqu'à quatre réservoirs additionnels de 625 litres (165 gallons) ou de 1,173 litres (310 gallons) sous voilure.
- Capacité d'huile : 83,3 litres (22 gallons) d'huile AN-0-8 par moteur.

### Performances
- Vitesse maximale : 318 nœuds (589 km/h) à 20 000 pieds (6 100 m)
- Rayon d'action : 1 650 milles nautiques (3 060 km, 1 900 miles) avec quatre réservoirs externes supplémentaires.
- Plafond opérationnel : 34 775 pieds (10 600 m).
- Taux de montée : 2 540 ft/min (12,9 m/s).
- Charge ailaire : 219 kg/m2 (45 lbs/ft²).
- Rapport poids/puissance : 0,04 kg/W (6,67 livre/ch).
- Temps de montée au plafond opérationnel : 12 minutes à 20 000 pieds (6 100 m).

### Armement
- 4 canons de 20 mm Hispano M2 sous le fuselage alimentés chacun par un magasin de 200 obus.
- 4 mitrailleuses Browning M2 de 12,7 mm (Calibre 0.50) dans la tourelle supérieure alimentées chacune avec 560 cartouches.
- Pour l'attaque au sol : Deux bombes de 726 kg (1 600 livres) chacune maximum en complément de 6 roquettes non-guidées HVAR de 127 mm (5 pouces) sous voilure.
- Certains avions emportaient aussi une bombe de 454 kg (1 000 livres) sous le fuselage central.

### Avionique
- Radar de recherche SCR-720 (AI Mk.X).
- Radar d'alerte SCR-695 dans la queue.